# Velčice
Velčice (Hongaars: Velséc) is een Slowaakse gemeente in de regio Nitra, en maakt deel uit van het district Zlaté Moravce.
Velčice telt 844 inwoners.